# Geonoma santanderensis
Geonoma santanderensis är en enhjärtbladig växtart som beskrevs av Gloria A. Galeano och Rodrigo Bernal. Geonoma santanderensis ingår i släktet Geonoma och familjen Arecaceae.
Artens utbredningsområde är Colombia. Inga underarter finns listade i Catalogue of Life.